# 극장판 도라에몽 진구의 아프리카 모험: 베코와 5인의 탐험대
《극장판 도라에몽: 진구의 아프리카 모험: 베코와 5인의 탐험대》(映画ドラえもん 新・のび太の大魔境 〜ペコと5人の探検隊〜 →도라에몽 신 노비타의 대마경 ~페코와 5인의 탐험대~)은 극장판 도라에몽 제3작 "도라에몽 노비타의 대마경"의 리메이크 편으로, 일본의 2014년 애니메이션 작품이다. 일본에서 2014년 3월 8일에 개봉했고, 후지코 F. 후지오 탄생 80주년 기념 작품이다. 대한민국에서는 2014년 9월 4일에 공개되었다.

## 보너스 영상
2작2기에서는 항상 엔딩 후 보너스 영상이 이어진다. 이번 영화의 경우에는 도라에몽이 작별 인사를 했는데 어디선가 별이 날아와 도라에몽의 방울에 붙는다. 그리고 히어로 슈트를 몸에 붙인 도라에몽의 실루엣이 비춰진다. 그리고 2015년 봄방학 공개가 자막으로 뜬다. 그리고 개봉 얼마 후 극장판 도라에몽: 진구의 우주영웅기~스페이스 히어로즈~로 확정되었다는 사실이 발표된다. 일본의 경우에는 보너스 영상 후에 "봄 도라의 다음은 여름 도라입니다."(봄에 개봉한 도라에몽 영화 시리즈 다음에는 여름 도라에몽 영화 시리즈가 개봉됩니다.)라는 케치 프레이즈와 함께 STAND BY ME 도라에몽의 티저 예고편 영상이 흘러간다.

## 등장인물
- 도라에몽
- 노비 노비타
- 신이슬
- 만퉁퉁 (자이언)
- 왕비실
- 페코
- 스피아나 공주
- 다부랑다
- 치포
- 코스박사
- 버나드
- 불테리
- 사벨
- 불스스

## 주제가
오프닝 테마
「꿈을 이루어 줘 도라에몽 '
작사 · 작곡 - 쿠로스 카츠 히코 / 편곡 - 오오쿠보 카오루 / 노래 - mao / 코러스 - 해바라기 키즈 (콜롬비아)
엔딩빛의 시그널 (光のシグナル)
작사 - 센세이, 작곡 - 나카타니 아츠코, 편곡 - 스즈키 마사유키 / 노래 - Kis-My-Ft2

## 삽입곡
"친구"
작사 · 작곡 - 타다 신야 / 편곡 - NAOKI-T / 노래 - 키무라 스바루 (퉁퉁이 일본어 성우분)
"꿈을 이루어 줘 도라에몽 합창 버전"
작사 · 작곡 - 크로스 카츠히코 / 편곡 - 사와다 칸 / 노래 - 종달새 아동 합창단
텔레비전 시리즈 엔딩 테마로 2014년 5월 16일 - 5월 30일 방송분에서 사용되었다.

## 목소리 출연
- 도라에몽: 미즈타 와사비 (水田 わさび) / 문남숙
- 노진구: 오오하라 메구미 (大原 めぐみ) / 김정아
- 신이슬: 카카즈 유미 (かかず ゆみ) / 조현정
- 만퉁퉁: 키무라 스바루 (木村 昴) / 최석필
- 왕비실: 세키 토모카즈 (関 智一) / 이현주
- 노비타의 엄마(진구엄마): 미츠이시 코토노 (三石 琴乃) / 임은정
- 노비타의 아빠(진구아빠): 마츠모토 야스노리 (松本 保典) / 김정은
- 데키스기(영민이): 하기노 시호코 (萩野 志保子) / 이지현
- 페코(베코): 고바야시 유 (小林 ゆう) / 박선영
- 스피아나 공주: 나츠메 미쿠 (夏目 三久) / 김연우
- 다부랑다: 이이즈카 쇼조 (飯塚 昭三) / 안효민
- 치포: 사카모토 치카 (坂本 千夏) / 윤아영
- 코스박사: 미야자와 타다시 (宮澤 正) / 신경선
- 버나드: 야마다 요시 (山田 善し) / 정주원
- 불테리: 타다 켄지 (多田 健二) / 김혜성
- 사벨(샤벨): 오구리 슌 (小栗 旬) / 이현
- 불스스: 히로세 마사시 (広瀬 正志) / 이인석
- 도르: 스가야 야요이 (菅谷 弥生) / 강시현

## 스태프
- 원작 - 후지코 F. 후지오
- 각본 - 시미즈 히가시
- 캐릭터 디자인 - 마루야마 코이치
- 총 작화 감독 - 오오시로 마사루
- 미술 감독 - 시미즈 토시유키
- 촬영 감독 - 수에히로 타카시
- 편집 - 코지마 토시히코
- 효과 - 이토카와 유키요시
- 녹음 감독 - 다나카 아키요시
- 음악 - 사와다 칸
- 치프 프로듀서 - 마시코 아지로, 카와키타 모모코, 오오쿠라 슌스케, 사이토 미쓰루
- 감독/그림 콘티 - 야쿠와 신노스케
- 연출 - 오카노 신고
- 작화 감독 - 니시무라 타카요, 마쓰이 유코, 하타 히로미, 오자와하야 요리코
- 메카 작화 감독/프롭 디자인 - 스즈키 쓰토무
- 동화 검사 - 호리에 유
- 색채 검사 - 타니 사나에
- 색상 지정/색상 검사 - 쿠라우치 미유키
- 특수 효과 - 사토 카오리
- 편집 조수 - 후지모토 리코
- 애니메이션 협력 - 베가 엔터테인먼트
- 보너스 영상 - 오오스기 요시히로, 스기사키 사토시, 마스이즈미 미치코
- 제작 진행 - 오카노 타카노리/나카무라 카즈요시, 사토 다이신, 타하라 아사미, 카사이 마리코, 우사미 쇼헤이, 타니자와 요시노리
- 제작 데스크 - 나카지마 스스무/타케이 켄, 오카다 마미코
- 어시스턴트 프로듀서 - 요코야마 사치에
- 프로듀서 - 쓰루사키 리카, 사이토 아쓰시, 다이킨 슈이치, 키시모토 타카히로, 나카세코 히로미, 사와베 노부마사
- 제작 - 영화 도라에몽 제작위원회 (후지코프로, 쇼가쿠칸, TV아사히, 신에이 동화, ADK, ShoPro, 쇼가쿠칸 슈에이샤 프로덕션)

### 우리말 제작
- 수입:대원미디어㈜
- 공동제공:㈜스마일이엔티
- 배급:이수C&E
- 번역 - 김언정
- 녹음/믹싱 - 정민주, 김필수, 홍성준(리드사운드)
- 녹음 연출 - 황태훈